# 10 000 meter för herrar i friidrott vid olympiska sommarspelen 1980
10 000 meter herrar vid olympiska sommarspelen 1980 i Moskva avgjordes 27 juli. 

## Medaljörer
| Gren         | Guld                     | Guld     | Silver                    | Silver   | Brons                    | Brons    |
| 10 000 meter | Miruts Yifter · Etiopien | 27.42,69 | Kaarlo Maaninka · Finland | 27.44,28 | Mohamed Kedir · Etiopien | 27.44,64 |

## Resultat
- Q innebär avancemang utifrån placering i heatet.
- q innebär avancemang utifrån total placering.
- DNS innebär att personen inte startade.
- DNF innebär att personen inte fullföljde.
- DQ innebär diskvalificering.
- NR innebär nationellt rekord.
- OR innebär olympiskt rekord.
- WR innebär världsrekord.
- WJR innebär världsrekord för juniorer
- AR innebär världsdelsrekord (area record)
- PB innebär personligt rekord.
- SB innebär säsongsbästa.

### Final
| Placering | Final                    | Tid      |
| --------- | ------------------------ | -------- |
|           | Miruts Yifter (ETH)      | 27.42,69 |
|           | Kaarlo Maaninka (FIN)    | 27.44,28 |
|           | Mohamed Kedir (ETH)      | 27.44,64 |
| 4.        | Tolossa Kotu (ETH)       | 27.46,47 |
| 5.        | Lasse Virén (FIN)        | 27.50,46 |
| 6.        | Jörg Peter (GDR)         | 28.05,53 |
| 7.        | Werner Schildhauer (GDR) | 28.10,91 |
| 8.        | Enn Sellik (URS)         | 28.13,72 |
| 9.        | Bill Scott (AUS)         | 28.15,08 |
| 10.       | Ilie Floroiu (ROU)       | 28.16,25 |
| 11.       | Brendan Foster (GBR)     | 28.22,54 |
| 12.       | Mike McLeod (GBR)        | 28.40,78 |
| 13.       | Martti Vainio (FIN)      | 28.46,22 |
| 14.       | Gerard Tebroke (NED)     | 28.50,08 |
| —         | Antonio Prieto (ESP)     | DNF      |

### FörsöksHeat
- Hölls torsdagen den 24 juli 1980

| Placering | Heat 1                      | Tid      |
| --------- | --------------------------- | -------- |
| 1.        | Mohamed Kedir (ETH)         | 28.16,38 |
| 2.        | Kaarlo Maaninka (FIN)       | 28:30.96 |
| 3.        | Werner Schildhauer (GDR)    | 28:32.08 |
| 4.        | Lasse Virén (FIN)           | 28:45.72 |
| 5.        | Stephen Austin (AUS)        | 29:45.2  |
| 6.        | Alex Hagelsteens (BEL)      | 29:47.6  |
| 7.        | Geoffrey Smith (GBR)        | 30:00.1  |
| 8.        | Abdelmadjid Mada (ALG)      | 30:23.5  |
| 9.        | Akel Hamdan (SYR)           | 31:21.9  |
| 10.       | Motlalepula Thabana (LES)   | 34:01.5  |
| —         | John Treacy (IRL)           | DNF      |
| —         | Zakariah Barie (TAN)        | DNF      |
| —         | Aleksandras Antipovas (URS) | DNF      |
| —         | Bernardo Manuel (ANG)       | DNF      |

| Placering | Heat 2                   | Tid      |
| --------- | ------------------------ | -------- |
| 1.        | Tolossa Kotu (ETH)       | 28.55,26 |
| 2.        | Mike McLeod (GBR)        | 28:57.27 |
| 3.        | Bill Scott (AUS)         | 28:58.70 |
| 4.        | Martti Vainio (FIN)      | 28:59.81 |
| 5.        | Ilie Floroiu (ROU)       | 29:03.1  |
| 6.        | Gerard Tebroke (NED)     | 29:05.0  |
| 7.        | Jiri Sikora (TCH)        | 29:19.8  |
| 8.        | Rodolfo Gómez (MEX)      | 29:25.7  |
| 9.        | Vladimir Sjesterov (URS) | 29:32.4  |
| 10.       | Hari Chand (IND)         | 29:45.8  |
| 11.       | Leodigard Martin (TAN)   | 30:33.4  |
| 12.       | Golekane Mosweu (BOT)    | 30:38.8  |
| 13.       | Narbahadur Dahal (NEP)   | 31:19.8  |
| —         | Dias Alface (MOZ)        | DNF      |
| —         | Markus Ryffel (SUI)      | DNF      |

| Placering | Heat 3                  | Tid      |
| --------- | ----------------------- | -------- |
| 1.        | Miruts Yifter (ETH)     | 28.41,68 |
| 2.        | Jörg Peter (GDR)        | 28:49.96 |
| 3.        | Brendan Foster (GBR)    | 28:55.15 |
| 4.        | Enn Sellik (URS)        | 29:12.1  |
| 5.        | Antonio Prieto (ESP)    | 29:12.8  |
| 6.        | Rachid Habchaoui (ALG)  | 29:12.9  |
| 7.        | Enrique Aquino (MEX)    | 29:21.3  |
| 8.        | José Gómez (MEX)        | 29:53.6  |
| 9.        | Damiano Musonda (ZAM)   | 29:53.6  |
| 10.       | Kenias Tembo (ZIM)      | 30:53.8  |
| 11.       | Jules Randrianari (MAD) | 31:18.4  |
| —         | Domingo Tibaduiza (COL) | DNF      |
| —         | Gerard Barrett (AUS)    | DNF      |
| —         | Suleiman Nyambui (TAN)  | DNF      |